# T1中戦車

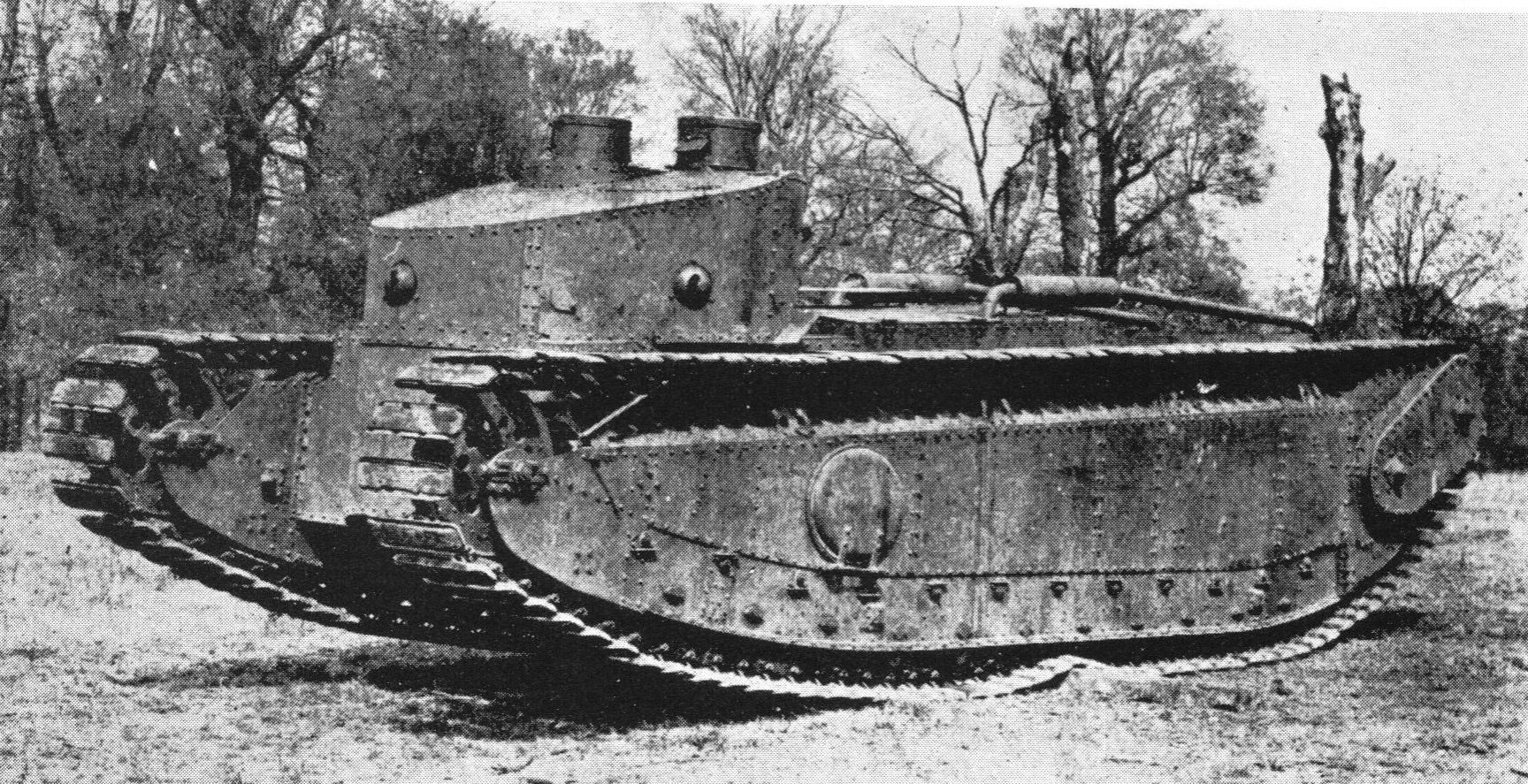
Mk.D 中戦車。車体前方の傾斜した上部構造物は、固定戦闘室であり、旋回砲塔ではない。武装は、戦闘室の正面と左右に、機関銃 3挺。

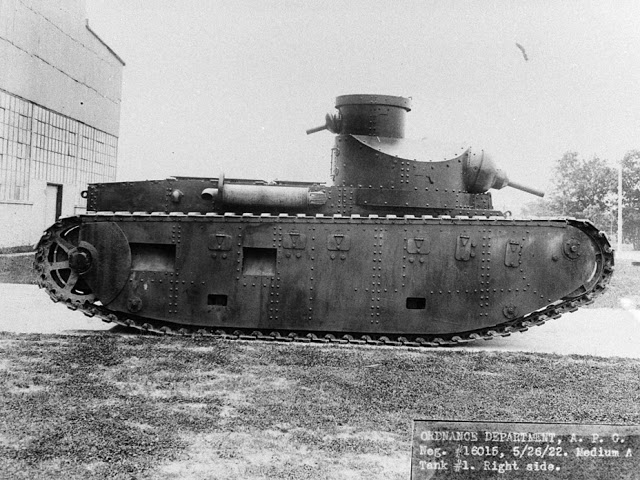
M1921中戦車

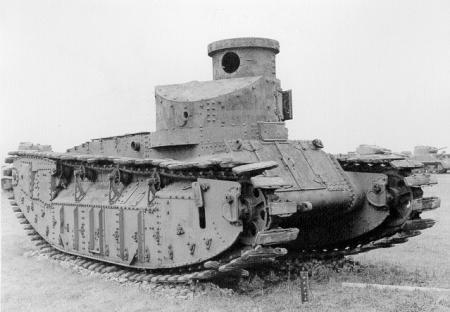
M1922中戦車。妙にバタついている履帯は、地形の左右の凸凹にも追従できるように考えられた、サーペンタイン履帯と呼ばれる物である。履帯には木製の緩衝板（ソールプレート）が貼られている。

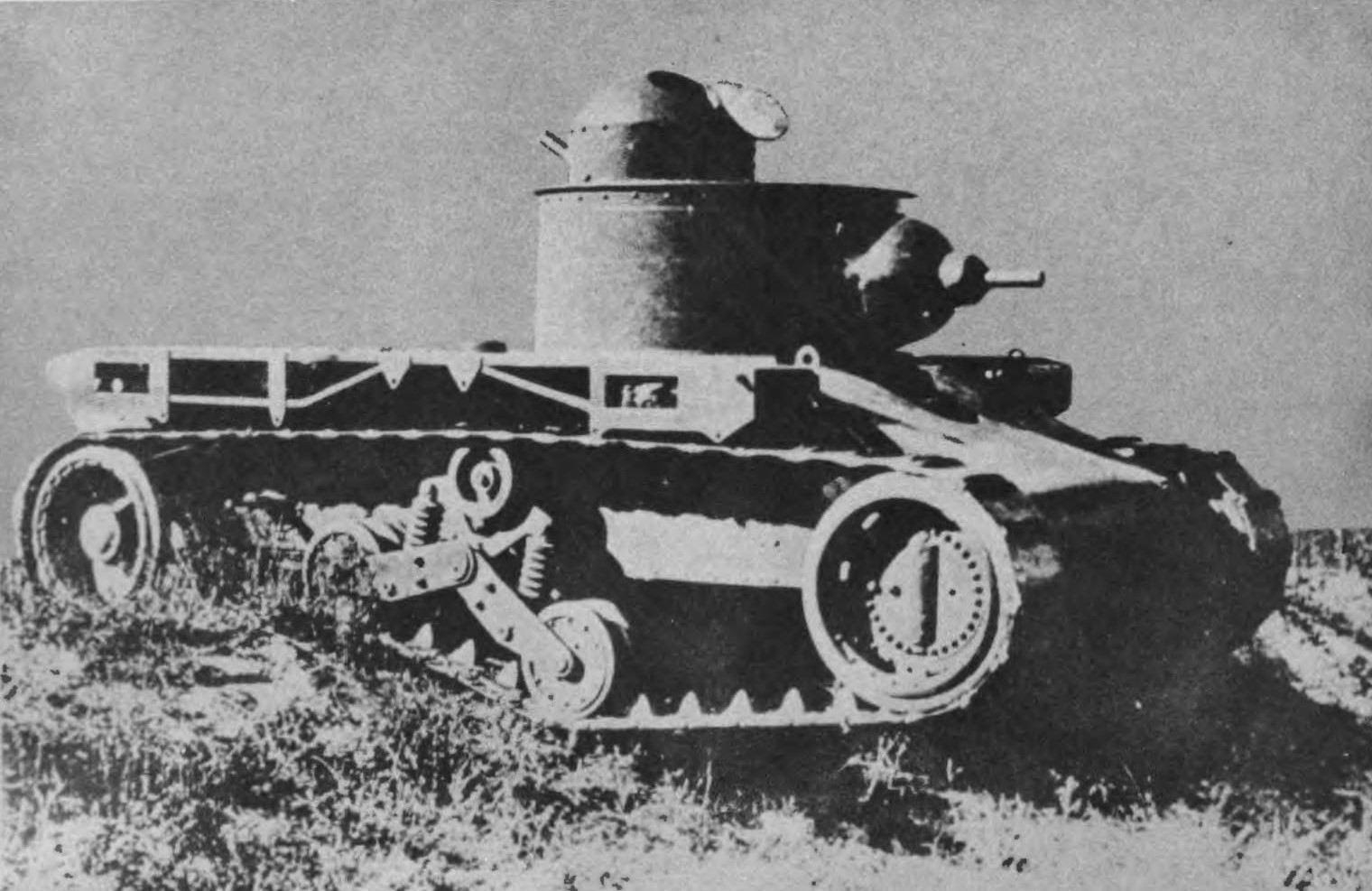
クリスティーM1919中戦車

T1中戦車（T1ちゅうせんしゃ、T1 Medium Tank）あるいはM1926中戦車（Medium Tank Model 1926）は、アメリカ陸軍の試作中戦車である。
1928年に制式化されM1中戦車となる。
基となったM1921は、当時のイギリスで開発中の最新鋭 Mk.D 中戦車の影響を受けて、アメリカが独自に開発した戦車であった。

## 概要

### 前史
1918年、イギリスの軍人・軍事家である、J.F.C.フラーは、「作戦計画1919」と呼ばれる、戦略計画を著した。これは、重戦車が敵主力を正面から受け止め、拘束している間に、航空機（爆撃機）とともに、側面を中戦車が高速で突破して回り込み、敵主力を背後から包囲して、敵主力を指揮系統から隔離し、かつ、敵後方の補給基地・補給線を叩き、敵司令部へと深く侵攻する（敵の脳を貫くことで敵全体を無力化する）というものであった。この計画の肝は速度であり、そのために必要となるのが、当時運用されていたどの戦車よりも速い、重量20トン以下（推定値）で、20 mph（32 km/h）を発揮する（要求値）、高速の中戦車であった。イギリスのMk.D 中戦車はそのために開発されていたものであった。
この計画は、連合国による1919年春の攻勢の青写真となったが、1918年11月に第一次世界大戦が終わったので、実行されることは無かった。なお、ドイツ軍はこのフラーやリデル＝ハートらの理論を研究して、第二次世界大戦で電撃戦を行っている。
終戦により、Mk.D 中戦車の緊急の必要性は無くなったが、フラーの働きかけにより開発は続行された。なお、Mk.Dの設計者は、フィリップ・ヘンリー・ジョンソン中佐である。結局、試作車10両（アームストロング・シドレー ピューマ 水冷直列6気筒 240 hp ガソリンエンジン搭載）＋量産車3両（ロールス・ロイス イーグル 水冷V型12気筒 360 hp ガソリンエンジン搭載）のみの製造で、1923年に開発は終了した（失敗に終わった）。なお、Mk.D中戦車は世界最初の水陸両用戦車でもあった。
M1921シリーズは、このフラーの理論を実行するための、いわばアメリカ版のMk.D 中戦車（相当）として、つまり、高速中戦車として、開発されたものであった。また、Mk.Dは、同時期の1920年代のフランスの、後にルノーB1として結実する、試作車群にも影響を与えている。
Mk.Dは、未だ旋回砲塔を採用するまでには至っていなかったが、古典的な戦車のレイアウトは確立していた。Mk.DやM1921の形状は、菱形戦車から完全に脱却していた。Mk.Dは、車体の前方の方が後方よりも低くなっていた。これは、Mk.Dの操縦手席が戦闘室の後方（後方のキューポラの位置）に置かれたために、戦闘室上面の前傾と合わせて、車体全体も前傾させることで、操縦手の前方視界を改善するためであった。また、車体後方が高くなったことを利用して、障害物があるときは、車体の前後の向きを変えて（Mk.Dの起動輪は車体後方にある）、後退（バック）によって乗り越えることが想定されていた。
 - Mk.D 中戦車のモックアップ正面

 - Mk.D 中戦車のモックアップ左横

 - Mk.D 中戦車。キューポラは前後に並んでいる。後方が操縦手用。

とはいえ、外観はよく似た両車であるが、Mk.DとM1921シリーズを比較すると、Mk.Dは機動力を重視した軽武装の（実際に製造されることは無かったが、短6ポンド（57 mm）砲を装備する雄型の計画もあった）、（後の用語でいう）巡航戦車寄りなのに対し、M1921シリーズは、火力を重視した重武装の、歩兵戦車寄りであるという、性格の違いがみられる。
このM1921シリーズの開発により、アメリカには、Mk.VIII 戦車（リバティ重戦車）、M1917軽戦車と合わせて、重・中・軽の、三種の戦車が揃うはずであった。

## クリスティーM1919中戦車とA型中戦車の競作
1919年、アメリカで、2つの中戦車の開発が開始された。一つはジョン・ウォルター・クリスティーの設計した、コンバーチブルドライブ車（装輪装軌併用式戦車）である、クリスティーM1919中戦車（Christie Model 1919 Medium Tank）。もう一つは、兵器局によって、それまでの戦車に比べ革新的な設計であったイギリスのMk.Dを参考にして設計された、A型中戦車（後のM1921中戦車）であった。両計画は並行して進められた。
1921年2月、M1919中戦車はアバディーン性能試験場に運び込まれ、1921年4月21日まで、試験運用が行われた。非常に先進的な設計で、A型中戦車（M1921）と同様の、旋回砲塔に旋回銃塔を重ねた二段砲塔で（ただしベベル（傾斜面）が無い。後述。）、旋回砲塔には主砲の6ポンド（57 mm。イギリスのオチキス QF 6ポンド戦車砲のアメリカ版）砲 1門を、旋回銃塔に7.62 mm機関銃 1挺を、装備していた。当時としてはまずまずの機動性だった。しかし、中央のボギーにしか、サスペンションを備えていなかったため、オフロードでの乗り心地は悪かった。エンジンにも問題があった。軍部からの要求により、クリスティーはM1919を改良し、クリスティーM1921中戦車（クリスティーM1921自走砲）（Christie Model 1921 Medium Tank（Christie Model 1921 Self-Propelled Gun））を開発した。しかし、それは、ボギーとサスペンションを改良したものの、二段砲塔を撤去し、車体に 6ポンド砲を、車体前方両側に7.62 mm機関銃を、搭載した、自走砲（SPG）型式となった。クリスティーM1921中戦車（自走砲）は、1924年1月まで試験が行われた。結果的に、クリスティーM1919中戦車とクリスティーM1921中戦車（自走砲）は、パワー不足で信頼性が低いと軍部に評価され、失敗作（不採用）となった。クリスティーは破産し、軍部はしばらくの間、クリスティーから離れることになった。
 - 以下、クリスティーM1921中戦車（自走砲）

一方、ロック・アイランド造兵廠は、1921年12月までに、A型中戦車を製造し終えたが、エンジンのせいで試運転に遅れが生じた。この戦車は、強力な6ポンド砲（57 mm）と旋回砲塔、そして1トンあたり10.7 hpの出力を持つ、当時としては素晴らしい車両であった。装甲厚もそこそこあり、正面で25 mmに達していた。この18.5トンの車両の最高速度は16 Km/hであった。

### M1921シリーズの開発
アメリカ、イリノイ州のロック・アイランド造兵廠は、1919～20年にかけての、100両のMk.VIII 戦車（リバティ重戦車）の生産に続いて、1920年代前半、「M1921」（A型中戦車（Medium A Tank）） 、「M1922」、そして、「M1926」（後のT1中戦車）の三種類の中戦車を試作した。M1921/M1922/M1926は、各1輌づつ製造された。これらの設計仕様は歩兵科の要求に基づいており、設計には大差は無かった。
 - A型中戦車の実物大モックアップ。1920年4月。
 - アバディーン性能試験場でのM1921。1922年2月。
 - マレー＆トレガーサ社製水冷6気筒船舶用エンジン。
 - ケーブルサスペンションシステムを装備したM1922。
「M1926」（M1921 フェーズ2 中戦車）は、「M1921」の基本設計を維持しつつ、1925年6月から1927年5月にかけて、「M1925」（M1921 フェーズ1 中戦車、M1921のエンジンをパッカードエンジンに換装したもの）を経て、開発された。
「M1926」は、「M1921」と同様の、旋回砲塔に旋回銃塔を重ねた二段砲塔で、旋回砲塔には主砲の6ポンド（57 ㎜）砲 1門と同軸機銃のM1919 7.62 mm機関銃 1挺を、旋回銃塔にも同じM1919A2 7.62 mm機関銃 1挺を、装備していた。砲塔と銃塔は人力旋回方式であった。砲塔の傾斜（ベベル）は、上部の銃塔からの斜め下方向への視界と射界を改善するためのものであった（砲塔側面の垂直面の被弾面積を小さくする効果もあった）。銃塔は機銃付きのキューポラとも解釈できる。M1921と同時期のイギリスの中戦車には旋回砲塔は無かったので、これは優れていた点であった。
車体はフレームに鋼板（試作車なので軟鋼製）をリベット留めして製造されていた。車体の後半は機関室で占められていた。動力は戦車用に新たに開発された「パッカード 水冷V型8気筒 ガソリンエンジン 200 hp」であった（堅牢で信頼性は高かったが、これも出力不足であった）。トランスミッションは遊星ギアボックスの機械式（前進4速・後退1速）であった。起動輪は後方にあった。 燃料容量は360リットルであった。路上を走行時の速度は18.2 km/h（22.5 km/h 説あり）であった。路上で160 kmの航続距離があった。38度の傾斜を登坂し、0.75 mの高低差を乗り越え、0.6 mの水深を渡り、2.5 mの溝を越えることができた。
1920年代前半、アメリカ陸軍では重戦車を装備することの必要性について議論され、結果、リバティ重戦車（Mk.VIII 戦車）のような重戦車は時代遅れと判断され、以後の戦車の開発方針として、5トン級の軽戦車と15トン級の中戦車を主力として整備していくことになり、それが、後のT1軽戦車とT2中戦車となる。なお、15トン級は、当初は、「M1921」をスケールダウンして軽量化した物を想定しており、「M1924」の名称を与えられた。
重量約20トンの「M1926」も、上記基準では重すぎたが、一応、潜在的な戦闘能力を調べてみることになった。これは、誰もが15トン級の開発に同意していたわけではなく、歩兵司令部と兵器局は、新戦車の開発を時間の無駄と考えており、「M1921」を近代化する方が、好ましいと考えていたからである。その結果、両方の計画が並行して進められたわけである。
「M1921」の近代化の手始めとして、1925年に、「M1921」は、マレー＆トレガーサエンジンから、パッカードエンジンへと換装された。これは「M1925」の名称を与えらえた。この成果を基に、「M1926」が新規製造された。「M1926」は、予算削減のために、装甲鋼板より安価な軟鋼製となった。
1926年3月11日に「M1921 フェーズ2 中戦車」＝「M1926」の開発が承認され、1927年5月に完成した。「M1926」に対するテストプログラムが承認され、同年9月にアバディーン性能試験場へと送られた。この時点で公式名称は「T1中戦車」に変更された。テストの結果、好成績を出したT1中戦車は制式化され、以下の一連の改修が行われることになる。
 - アバディーン性能試験場でのT1中戦車。1927年7月。
1928年1月24日、造兵廠委員会は標準化を勧告し、同年2月2日に「M1中戦車」として制式採用され、生産が承認された。しかし、この時点で既に絶望的なまでに陳腐化しており、数か月後に標準化は撤回された。なお、注意点として、T4E1中戦車も、仮制式化され、「M1中戦車」と呼称されている。
 - M1中戦車。1928年春。操縦手の乗降用ハッチが、ルノー FT-17 軽戦車（M1917軽戦車）の影響をうけていることがわかる。
1928年7月、M1920 75 mm榴弾砲（パックハウザー）の搭載実験用に改修された。T1中戦車の小さな砲塔に搭載可能なよう、初速と反動を減らすために、装薬を減装した弱装弾を特別に用意し、標的のルノー FT-17 軽戦車に対して射撃試験が行われ、成功を収めた。
 - M1920 75 mm榴弾砲を搭載したT1中戦車の砲塔。
1931年、主砲塔に47 mm戦車砲と12.7 mm機関銃、副砲塔にM1918 37 mm短戦車砲、その他に7.62 mm機関銃を装備して武装強化した改修型は「T1E2」とされた。
1932年4月、リバティ重戦車にも搭載されていた、リバティ L-12 水冷V型12気筒ガソリンエンジン(338 hp)と、改良された冷却装置に換装され、この改修型は「T1E1」とされた。舗装道路上を走行時の速度は40 km/hに向上したが、残りの動力伝達装置（パワートレイン）が改善されていなかったので、出力が向上したエンジンに対応し切れず、頻繁に故障した。
 - 第67歩兵中隊に配備された、T1E1中戦車。架空の悪役にちなんで「フー満州」というパーソナルネームを与えられた。
T1中戦車（M1中戦車）は、制式化されたものの、軟鋼製試作車1両のみの製造で、量産されることはなく、様々な種類のテストが1932年4月まで続けられ、いくつかの演習にも参加し、1935年頃、退役した。M1921とT1E1は廃棄されたが、M1922は生き残った。
 - スクラップを免れた、M1922中戦車。
2022年3月現在、M1922の1両のみが、ジョージア州フォート・ベニングのアメリカ陸軍装甲騎兵コレクション（U.S. Army Armor & Cavalry Collection, Fort Benning, Georgia）にて、現存している。